# 초곡항
초곡항은 강원특별자치도 삼척시 근덕면 초곡리에 있는 어항이다. 1972년 5월 4일 지방어항으로 지정하여 관리하고 있다. 시설관리자는 삼척시장이다. 인근에 삼척지질공원의 초곡용굴촛대바위길이 있다. 

## 어항구역
초곡항의 어항구역은 다음과 같다.
- 수역
  - 동방파제 시점부에서 62°방향으로 70m지점(N37˚ 18´ 30.845˝, E127˚ 17´ 51.177˝, X:423,306.953, Y:226,118.621)을 시점으로 156°방향으로 300m지점(N37˚ 18´ 34.830˝, E127˚ 17´ 40.064˝, X:423,428.940, Y:225,844.633), 이점에서 227°방향으로 74m지점(N37˚ 18´ 33.080˝, E127˚ 17´ 38.008˝, X:423,374.820, Y:225794.166), 이점에서 정남으로 육지측 지적경계선과 만나는 점을 순차적으로 연결한 선내의 수역
- 육역
  - 삼척시 근덕면 초곡리 20-37 (제방, 1097m2)
  - 삼척시 근덕면 초곡리 20-38 (잡종지, 2203m2)
  - 삼척시 근덕면 초곡리 20-39 (제방, 910m2)
  - 삼척시 근덕면 초곡리 20-42 (잡종지, 335m2)
  - 삼척시 근덕면 초곡리 20-43 (잡종지, 2356m2)

## 같이 보기
- 초곡용굴촛대바위길